# Eremurus olgae
Espèce
Classification phylogénétique
Eremurus olgae, le lis des steppes d'Olga, est une espèce de lis des steppes de la famille des Xanthorrhoéacées étudié par Eduard von Regel en 1873 d'après l'herbier rapporté du Turkestan par Olga Fedtchenko (1845-1921). Il a été baptisé ainsi en l'honneur de cette fameuse botaniste russe.

## Description
Le lis des steppes d'Olga est une plante vivace herbacée qui peut atteindre 70 cm à 1 m de hauteur. Sa tige glabre est droite à partir d'un rhizome. Ses feuilles mesurent de 5 à 10 mm de largeur. Son inflorescence se présente de 30 à 50 cm de longueur sous la forme d'une centaine de petites fleurs rondes blanches. Les pédicelles droits ont de 25 à 70 cm de longueur. Les tépales mesurent de 12 à 17 cm de longueur rosâtres avec le fond jaune.
Le lis des steppes d'Olga fleurit en juin.

## Habitat
Le lis des steppes d'Olga est originaire du Pamir où il a été découvert par Olga Fedtchenko en 1870. On le trouve au nord de l'Afghanistan et de l'Iran dans les régions montagneuses de 800 mètres à 2 700 mètres d'altitude. Elle est utilisée encore rarement comme plante ornementale, bien qu'elle ait été introduite en Europe dès 1873.